# Collelungo (Baschi)
Collelungo is een plaats (frazione) in de Italiaanse gemeente Baschi.